# Episodi di Mystery Science Theater 3000 (quarta stagione)
La quarta stagione della serie televisiva Mystery Science Theater 3000 è stata trasmessa in anteprima negli Stati Uniti d'America dalla Comedy Central tra il 1º giugno 1991 e il 25 gennaio 1992.
| nº | Titolo originale                                                                     | Titolo italiano | Prima TV USA      | Prima TV Italia |
| -- | ------------------------------------------------------------------------------------ | --------------- | ----------------- | --------------- |
| 1  | Cave Dwellers                                                                        |                 | 1º giugno 1991    |                 |
| 2  | Gamera                                                                               |                 | 8 giugno 1991     |                 |
| 3  | Pod People                                                                           |                 | 15 giugno 1991    |                 |
| 4  | Gamera vs. Barugon                                                                   |                 | 22 giugno 1991    |                 |
| 5  | Stranded in Space                                                                    |                 | 29 giugno 1991    |                 |
| 6  | Time of the Apes                                                                     |                 | 13 luglio 1991    |                 |
| 7  | Daddy-O                                                                              |                 | 20 luglio 1991    |                 |
| 8  | Gamera vs. Gaos                                                                      |                 | 27 luglio 1991    |                 |
| 9  | The Amazing Colossal Man                                                             |                 | 3 agosto 1991     |                 |
| 10 | Fugitive Alien                                                                       |                 | 17 agosto 1991    |                 |
| 11 | It Conquered the World                                                               |                 | 24 agosto 1991    |                 |
| 12 | Gamera vs. Guiron                                                                    |                 | 7 settembre 1991  |                 |
| 13 | Earth vs. the Spider                                                                 |                 | 14 settembre 1991 |                 |
| 14 | Mighty Jack                                                                          |                 | 21 settembre 1991 |                 |
| 15 | Teenage Caveman                                                                      |                 | 9 novembre 1991   |                 |
| 16 | Gamera vs. Zigra                                                                     |                 | 19 ottobre 1991   |                 |
| 17 | The Saga of the Viking Women and Their Voyage to the Waters of the Great Sea Serpent |                 | 26 ottobre 1991   |                 |
| 18 | Star Force: Fugitive Alien II                                                        |                 | 16 novembre 1991  |                 |
| 19 | War of the Colossal Beast                                                            |                 | 30 novembre 1991  |                 |
| 20 | The Unearthly                                                                        |                 | 14 novembre 1991  |                 |
| 21 | Santa Claus Conquers the Martians                                                    |                 | 21 dicembre 1991  |                 |
| 22 | Master Ninja I                                                                       |                 | 11 gennaio 1992   |                 |
| 23 | The Castle of Fu Manchu                                                              |                 | 18 gennaio 1992   |                 |
| 24 | Master Ninja II                                                                      |                 | 25 gennaio 1992   |                 |